# Ma’arrat an-Numan
Ma’arrat an-Numan (arab. ‏معرة النعمان‎; „Jaskinia Numana”) – miasto w północno-zachodniej Syrii, w muhafazie Idlibu.

## Historia
W starożytności miejscowość znana była pod nazwą Arra, zaś w średniowieczu zwano ją Marra. W grudniu 1098, podczas I wyprawy krzyżowej, miasto zostało zdobyte przez wojska chrześcijańskie. Mimo obiecywania mieszkańcom bezpieczeństwa, zdobywcy wymordowali cywilów, co gorsza dopuścili się także aktów kanibalizmu. W 1138 muzułmanie odzyskali miasto.
W trwającej od 2011 roku wojnie w Syrii, Ma’arrat an-Numan stało się terenem walk z racji położenia na strategicznej autostradzie M5, łączącej Damaszek z Aleppo. 9 października 2012 miasto zdobyła antyrządowa Wolna Armia Syrii (FSA). W 2013 miasto było bombardowane przez syryjskie lotnictwo, zaś w 2015 przez Siły Powietrzne Federacji Rosyjskiej. Od 2017 w Ma’arrat an-Numan rządzili radykalni islamiści HTS, którzy rozwiązali kwaterujący tam oddział FSA. Syria odzyskała Ma’arrat an-Numan 28 stycznia 2020.